# Ribeirão Cascalheira
Ribeirão Cascalheira é um município brasileiro do estado de Mato Grosso, localizado na latitude sul 12º56'30", longitude oeste 51º49'27", altitude 386 metros acima do nível do mar. Em 2022, a população era de 10.089 habitantes. Sua área é de 11.354,555 km² (25º maior do estado) e a sede dista 960 km da capital, Cuiabá.

## História
Sua primeira denominação foi "Ribeirão Bonito", em 1968; época em que Juca e Tintino se instalaram às margens do Córrego Suiazinho e quando foi criado o primeiro comércio: a "Pensão e Comércio Ribeirão Bonito", de Zacarias Guedes. A maioria dos pioneiros chegou à localidade com suas famílias, incluindo não só mulheres e filhos, mas também parentes e amigos. O núcleo de povoação também teve os nomes de "Alta Cascalheira", "Guedolândia" e "Divinéia".
Em 9 de outubro de 1984, foi elevada a distrito, com o nome de Ribeirão Bonito. E elevado a município em 3 de maio de 1988 (Lei nº 5.267), com nome de "Ribeirão Cascalheira" e englobando áreas desmembradas de Canarana e São Félix do Araguaia.

## Economia
A economia do município de Ribeirão Cascalheira é baseada na pecuária. O turismo também contribui para a economia municipal, sendo as principais atrações o Balneário Recanto do Tunicão, a Igreja dos Mártires e as praias do rio das Mortes.

## Santuário dos Mártires da Caminhada

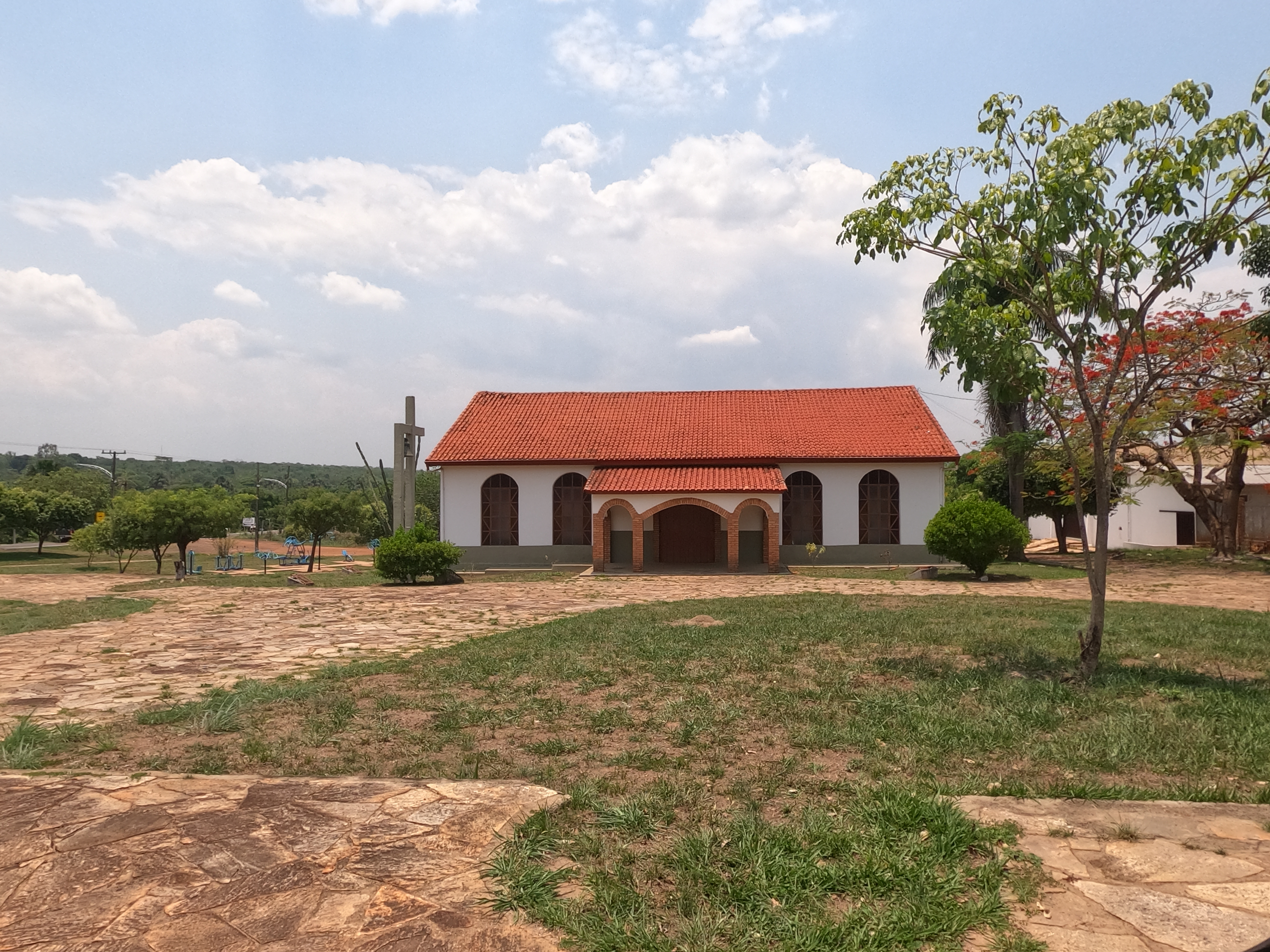
Santuário dos Mártires da Caminhada

Lá encontra-se o único Santuário no Mundo dedicado aos mártires. 
A história do padre João Bosco Penido Burnier até hoje é lembrada pelos moradores locais como exemplo de redenção e defesa dos direitos das minorias. O fato dramático que o colocou na condição de símbolo maior do município foi descrito por um escritor local dessa forma: 
“Era tarde de 11 de outubro de 1976. Duas mulheres sertanejas, Margarida e Santana, estavam sendo torturadas na cadeia-delegacia de Ribeirão Bonito, Mato Grosso, lugar e hora de latifúndio prepotente, de peonagem semi-escrava e de brutalidade policial.    A comunidade celebrava a novena da padroeira Nossa Senhora Aparecida. E nesse dia havia chegado ao povoado o Bispo Pedro Casaldáliga e o Padre João Bosco Penido Burnier, mineiro de Juiz de Fora, jesuíta, missionário entre os índios Bakairi. Os dois foram interceder pelas mulheres torturadas. Quatro policiais os esperavam no terreiro da delegacia e apenas foi possível um diálogo de minutos. Um soldado desfechou no rosto do Padre João Bosco um soco, uma coronhada e o tiro fatal.
Em sua agonia. Padre João Bosco ofereceu a vida pelo CIMI e pelo Brasil, invocou ardentemente o nome de Jesus e recebeu a unção. Foi morrer, gloriosamente mártir, no dia seguinte, festa da Mãe Aparecida, em Goiânia, coroando assim uma vida santa.Suas últimas palavras foram as do próprio mestre: Acabamos a nossa tarefa!”.
O Santuário dos Mártires da Caminhada foi erguido dez anos depois da morte do Padre João Bosco Penido Burnier.

## Povos nativos
Por meio do decreto Nº 93.147 de 20/08/1986 foi homologado a demarcação da Terra Indígena Pimentel Barbosa do Povo Xavante onde 51% desta fica em território de Ribeirão Cascalheira. Na centro urbano da cidade existe a Coordenação Regional (CR) da Funai que foi criada com objetivo específico de viabilizar o processo de desintrusão da TI Marãiwatsédé (concluída em 2013). Muitas das pessoas que saíram da TI Marãiwatsédé foram para cidades vizinhas dentre elas para  Ribeirão Cascalheira onde o Instituto Nacional de Colonização e Reforma Agrária (Incra) diz que ofereceu uma área.
Fundada em 2009, a Coordenação Regional Ribeirão Cascalheira tem como missão coordenar e supervisionar a execução de iniciativas voltadas à proteção e promoção dos direitos das comunidades indígenas Xavante e de outras etnias da região nordeste do estado de Mato Grosso. Sua área de atuação abrange os municípios de Água Boa (MT), Alto Boa Vista (MT), Bom Jesus do Araguaia (MT), Canarana (MT), Nova Nazaré (MT), Ribeirão Cascalheira (MT) e São Félix do Araguaia (MT), onde residem aproximadamente 6 mil indígenas.
Na região da Serra do Roncador, encontram-se sítios arqueológicos indígenas pré-coloniais. Entre eles, destaca-se o sítio arqueológico Barreira, que preserva vestígios dos primeiros habitantes. Hoje, o sítio Barreiras está situado na Fazenda Campo Grande, em Ribeirão Cascalheira, propriedade da família Zopone. Outro achado relevante é o sítio rupestre Pedra Alta, conhecido localmente como Pedra do Letreiro. Essa pedra é um exemplo visual típico de sítio arqueológico, com desenhos geométricos feitos de pigmentação de óxido de ferro e sangue. A Pedra do Letreiro está a aproximadamente 5 km da rodovia e é considerada uma área de impacto indireto do empreendimento. Além disso, em 2019, foram identificados mais dois sítios pré-coloniais.
No dia 17 de março de 2022 por meio da Operação Res Capta prendeu o coordenador da Fundação Nacional do Índio (Funai) de Ribeirão Cascalheira, Jussielson Gonçalves Silva, o sargento da Polícia Militar Gerrard Maxmiliano Rodrigues de Souza e o ex-policial militar do Amazonas, Enoque Bento de Souza acusados de arrendarem 5 mil hectares da Terra Indígena Marãiwatsédé.
Dentre as aldeias existentes no município estão: São Domingos, Sereuwarão Sõ´Repré, Wederã, Pimentel Barbosa, Etiretipá e Santa Vitória.